# Roberto Ramírez Bravo
Roberto Juvencio Ramírez Bravo (Ometepec, Guerrero; 13 de mayo de 1964) periodista y escritor mexicano. Comenzó a escribir en periódicos de Acapulco desde los 18 años en La Verdad de Guerrero y desde 1982 fue articulista de El Sol de Acapulco. En la Ciudad de México laboró un tiempo en El Sol de México, como corrector de estilo. En Acapulco, donde desarrolló la mayor parte de su labor periodística, fue reportero en varios periódicos y jefe de Información en El Sol de Acapulco (1992-93), en Milenio Guerrero (2003) y desde 2007 en La Jornada Guerrero. Independientemente de cubrir información general, se especializó en temas de derechos humanos, movimientos campesinos y sociales, y de la guerra sucia contrainsurgente impulsada por el Estado contra los movimientos armados de Lucio Cabañas y Genaro Vázquez. En su faceta de escritor ha publicado los libros El viaje (Universidad Autónoma Metropolitana Iztapalapa, 1987) como resultado de haber obtenido el primer lugar en el concurso de cuento Correo Menor; Solo es real la niebla (Ed. Sagitario, 1999); Hace tanto tiempo que salimos de casa (Ed. Praxis, 2005), Las pausas concretas (Ed. Praxis, 2009) y El nombre de la luna (Praxis, 2013).

## Biografía
Nacido en Ometepec, Guerrero, el 13 de mayo de 1964, emigró cuando tenía un año de edad con toda su familia al puerto de Acapulco, donde estudió la primaria en la colonia Jardín, ubicada al poniente de la ciudad; luego la Secundaria Técnica Número 1, y el CBTIS 14, para después emigrar a la Ciudad de México a cursar estudios de Humanidades en la UAM-I, para regresar otra vez al puerto para dedicarse de lleno al ejercicio periodístico.
Ramírez Bravo combinó en distintos momentos el ejercicio periodístico con la docencia, al impartir clases (de Periodismo Escrito) en dos universidades, la Autónoma de Guerrero (UAG) y la Universidad Loyola del Pacífico (ULP).

## Periodismo y literatura
Entre sus trabajos periodìsticos, destaca el haber sido el primer periodista en publicar una entrevista con el Ejército Revolucionario del Pueblo Insurgente (ERPI), a seis meses de que se conociera su existencia; y en su cobertura de movimientos campesinos, como el conflicto del ejido Lomas de Chapultepec, de la oposición a la hidroeléctrica La Parota y testimonios de la Guerra Sucia que el Estado desató contra la guerrilla de Lucio Cabañas y Genaro Vázquez en los años setenta, y múltiples actos de corrupción gubernamental.
Sobre la dualidad entre periodismo y literatura, él ha reconocido la influencia de una actividad y la otra y, al mismo tiempo, su distancia. “El periodismo me ha dado disciplina, es decir, la obligación de ponerme a escribir, de empezar algo y luego terminarlo; sin embargo no creo que haya una influencia de la crónica en mis cuentos, pero no puedo negar que el periodismo me ha dado una visión más amplia de lo que es la realidad”.
Sobre la obra del escritor, Judith Solís define: “El caminar, la búsqueda son los motivos de sus varias narraciones. El buscarse a sí mismo y no encontrarse y perderse en el alcohol o en la locura (El, Soledad, Sólo cantaba el mar, cuentos de Hace tanto tiempo que salimos de casa). También la época del rey Lopitos y la política represiva contra los periodistas en Sólo cantaba el mar. Los cuentos nos cuentan otras épocas y como reflejo nos sitúan en ésta. Roberto Ramírez Bravo nos introduce así en su mundo narrativo: con ironía y malicia, y contemplamos nuestro país con sus políticas y corruptelas, lejos del tremendismo y de la búsqueda de un mensaje, con la mirada incisiva que lo mismo descubre el valemadrismo en el que concluyen las investigaciones policiales, como las diversas perspectivas de la guerra sucia”.
El 19 de junio de 2012, la Universidad Autónoma de Guerrero le otorgó el premio Mérito a la Trayectoria Periodística Juan R. Escudero. En la ceremonia, el rector de la UAGro, Ascencio Villegas Arrizón expresó que "todos compartimos que se le debía entregar a él" dicho premio.

## Obra literaria

### El viaje
Es la edición de un solo relato homónimo resultado de haber obtenido el primer lugar en el concurso de cuento Correo Menor realizado por la Universidad Autónoma Metropolitana Iztapalapa en 1987. Se publicó en la colección Correo Menor, donde compartió espacios con autores como Juan Villoro (El cielo inferior), José María Espinaza (Kathia), Alberto Paredes (Derelictos), Carmen Leñero (Gajes), Noé Jitrik (El melódico perplejo), entre otros, que integran la colección.

### Solo es real la niebla
Es un conjunto de 16 historias cortas con temas diversos que van desde la trama policiaca hasta el cuento fantástico y el cuento erótico. El escritor Luis Zapata (autor de El vampiro de la colonia Roma, entre muchos otros libros) expresó que con la publicación de este libro Ramírez Bravo demuestra “que tiene una vocación y una voluntad sólida” y que “a estas virtudes se añaden otras igualmente importantes: la de poseer un mundo narrativo propio y la de saber transmitirlo al lector. El mismo título, Sólo es real la niebla, resume un eje temático del libro: el contraste entre la realidad, por una parte, y el sueño y la fantasía por la otra”.
Según el periodista Juan Carlos Moctezuma, Solo es real la niebla encapsula “el amplio abanico de la condición humana; desde el amor desesperanzado hasta la violencia institucionalizada encuentran espacio en este texto, una especie de rito liberador de la condición de periodista del autor a la que, sin embargo, no renuncia del todo, especialmente cuando muestra las vicisitudes de los informadores como ocurre en el primer cuento El muerto, cuando denuncia violaciones cotidianas a los derechos humanos que se dan en nuestro estado, como ocurre en Yo sólo quería orinar, y el drama prohijado por la miseria en ¿Quién mató al Pachacuás?”.
Jeremías Marquines en su columna Apuntes de un viejo lépero, que publicaba en el diario La Jornada El Sur expresó que en los relatos El muerto y ¿Quién mató al Pachacuás? Ramírez Bravo “se descubre como un narrador de historias atractivas, como también lo expresa el bien estructurado relato titulado El viaje”. Más adelante concluye: Los relatos de Solo es real la niebla “son historias bien escritas, con una estructura interna coherente que nos dan noticias de sucesos que buscan desprenderse de una realidad inmediata y que rescatan personajes y escenarios del Acapulco tradicional; al fin y al cabo, son noticias del drama existencial de la condición humana”.

### Hace tanto tiempo que salimos de casa
Es un conjunto de 11 relatos con distintos temas. “En un periplo de once relatos, este autor mexicano ofrece una visión muy latinoamericanista, indígena en ocasiones, a veces urbana, pero no costumbrista, de un mundo mágico. Uno diría que es difícil a veces distinguir entre la fantasía y la realidad, a pesar de que los once trabajos tienen una historia muy concreta qué contar”.
El dramaturgo José Dimayuga, escribió sobre esta obra: “El libro tiene 11 relatos que van del relato «negro» al relato fantástico, a la manera de Borges u Octavio Paz”.

### Las pausas concretas
La síntesis con que la editorial presenta el libro indica que es una historia narrada desde muchas perspectivas y tiempos, salpicada por los resabios de la guerra sucia contrainsurgentes de los años setenta en el sur de México, con leyenda de chaneques y seres extraordinarios. “Atalo Francisco Pineda del Rosario tiene 52 años y lo único que espera es morirse de una vez. Pero cuando hasta su vivienda en una colonia periférica de Acapulco llega María Soledad Terrones, una ahijada de la que apenas recuerda su nombre, con su hijo de seis años, las cosas toman un giro inesperado. La muchacha tiene el don de inventar historias que se convierten en verdaderas, y su llegada coincide con una serie de acontecimientos extraños: la caída de un ovni en San Marcos, el surgimiento de una extraña niebla en el calor tropical del puerto, una verdadera revolución de locos y soñadores y, luego, Atalo se ve implicado en una huida inesperada e inconcebible a la montaña guerrerense”.
Juan Villoro, quien hizo la presentación en la Feria Internacional del Libro de Guadalajara 2009, definió que la novela “es extraordinariamente compleja, en el mejor de los sentidos, es una novela que yo definiría como laberíntica, en el sentido de que nos va perdiendo por un camino hasta que reencontramos la pista de la historia, retomamos un sendero, y luego volvemos a entrar de manera insospechada en otro mundo”.
Según la académica de la Universidad Autónoma de Guerrero, Silvia Guadalupe Alarcón Sánchez, en la novela “existe un manejo de retrospecciones a través de la memoria, recurso muy utilizado que es como una marca de esta narrativa donde lo sensorial al hacer evocaciones se sustenta en la sinestesia como parte de la habilidad narrativa. En otros momentos los recuerdos sirven para afianzar al ser, para legarnos imágenes que se convierten en parte de uno mismo y se trata de personas, de espacios, de instantes, que recorren nuestra memoria y permanecen con nosotros.
“La estructura de la historia está planeada mediante un juego de narradores que pretenden escribir la historia del otro, formándose círculos concéntricos a partir de otras historias que se quedan cortadas y cuyos personajes tendrán injerencia en la vida de los demás y que el narrador va presentando a manera de retazos de vida, mostrando diversos espacios y tiempos. Se trata de historias entrelazadas, cuyo inicio narrativo supone la estrategia de crear los personajes que a su vez son creadores de otros que aparecen en la novela. Esta manera de contar, nos recuerda las estrategias utilizadas por grandes escritores como Julio Cortázar y Alejo Carpentier, quienes nos han involucrado como espectadores de una historia creada y contada por los propios personajes”.
Yuri Herrera, autor de Trabajos del reino: “En Las pausas concretas, Roberto Ramírez Bravo ha optado por contar la historia de una pareja que se construye en medio de la vorágine violenta, sin restarle importancia a ésta pero colocando en el centro de la trama la capacidad de sus personajes para no renunciar a su dignidad a pesar del miedo. Atalo es un hombre derrotado por la vida, que a los 52 años, como los ciclos temporales prehispánicos, consigue rehacerse a sí mismo cuando se topa con María Soledad, la hija de un guerrillero legendario, que a su vez llega con su propio hijo. Juntos se convierten en un símbolo de resistencia, más que por lo que hagan, pues, como insisten una y otra vez, ellos no han hecho nada, por su voluntad de buscar su felicidad aun siendo perseguidos por el ejército.
“Escribir de esta manera, en efecto, es una forma de resistencia: es no aceptar el horror como una historia sobre la que no se tiene poder alguno. Porque escribir, siempre, implica tomar decisiones éticas y estéticas. La realidad no se presenta ya desde siempre escrita de una forma que solo espera ser trasladada al papel, sino que debe ser reconstruida y acentuada para poner de relieve aquello que se pierde en el realismo, esa palabra vieja y cómoda que a veces nos libera del trabajo que supone representar al mundo intencionadamente. Hacer literatura implica intervenir a la realidad desde una propuesta lingüística personal, no como un mero ejercicio de estilo, sino para hallarle nuevos sentidos a los acontecimientos; aún más, para construir otros acontecimientos, los que han sido desterrados de lo humano, los que no caben dentro de lo recordable”.
Carlos López, editor y poeta, consideró lo siguiente: “A pesar de que el autor considera que su novela es una historia de amor, que lo es, en el fondo del relato lo que se percibe es la lucha, la denuncia, la organización del pueblo. Con bastantes recursos literarios y técnicas periodísticas (en una parte del relato hasta se cita una nota periodística, tal vez con el fin de abonar la verosimilitud de la historia), Ramírez Bravo narra costumbres sin hacer novela costumbrista, hace novela negra con creencias indígenas”.